# 青木賢清
青木 賢清（あおき かたきよ）は、江戸時代前期の神道家。長崎くんちで知られる鎮西大社諏訪神社の初代宮司。

## 経歴
父は肥前草野城主で、神職を兼ねた松浦氏・草野氏の一族とされる。
諏訪神社は戦国時代後期に前身となる三社が創立されたものの、慶長14年（1609年）キリシタンによって破壊されていた。修験道を修めていた賢清は元和9年（1623年）に円山留役の大脇孫左衛門や旧諏訪社神職の公文九郎左衛門に協力を要請して、諏訪神社再興を志した。公文氏から旧諏訪社の権利を譲られた賢清は、神祇官吉田兼英より免許を受けて大脇氏領の円山を仮本殿地と定め、長崎奉行代官末次平蔵にも協力を取り付けた。寛永元年（1624年）長崎奉行長谷川藤正を通じて正式に諏訪神社再興の許しを得、旧諏訪社・森崎社・住吉社を合わせて円山に本殿を定めた。この普請はキリシタンの抵抗があったと伝えられる。寛永9年（1632年）上洛して吉田兼英と面会し、自身は諏訪神社初代宮司、次男永忠を神主に承認させ、青木家は吉田家門下の世襲神職家となった。正保4年（1647年）長崎奉行より玉園山中腹（現所在地）への遷座を打診され、慶安元年（1648年）に社殿を着工、完成して遷座した。承応2年（1653年）隠退。明暦2年（1656年）没。
賢清は強弓の使い手としても知られ、諏訪神社再興を妨害するキリシタンを恐れさせたという。
大正5年（1916年）、正五位を追贈された。